# Герберт Аугустссон
Герберт Аугустссон (исл. Herbert Hriberschek Ágústsson; род. 8 августа 1926, Австрия) — исландский композитор и валторнист австрийского происхождения.

## Биография
Герберт Аугустссон изучал музыкальное искусство в австрийском Граце под руководством композитора и дирижёра Франца Миксы, а также Артура Михля. После окончания учёбы в 1944 году Герберт в течение семи лет играет первую валторну в симфоническом оркестре Граца.
В 1952 году Герберт Аугустссон переселился в Исландию. На протяжении многих лет играл первую валторну в Исландском симфоническом оркестре. В 1976—1985 гг. руководил музыкальной школой в Кеблавике.

## Сочинения
Среди сочинений Герберта — Концерт для валторны с оркестром (1963), ряд пьес для валторны в сопровождении струнных, Симфониетта для духовых, ударных и фортепиано (1973), духовой квинтет (1968). В то же время ему принадлежат и произведения, не связанные с доминированием духовых, — в частности, Короткий концерт (1970), Структуры II (исл. Formgerð II) для скрипки с оркестром (1979) и др.